# Celdeling
Celdeling is een fysiologisch, anabool proces waarbij een cel zich opsplitst in twee of meer nieuwe cellen. Celdeling vormt meestal een onderdeel van de celcyclus.
Bij eencellige micro-organismen staat celdeling gelijk aan voortplanting: vanuit één eencellig organisme ontstaan twee nieuwe, genetisch identieke eencellige organismen. Eencellige micro-organismen kunnen zich delen door binaire deling en door knopvorming.
Op grotere schaal kunnen mitotische celdelingen zorgen voor de ongeslachtelijke voortplanting van meercellige organismen. Zo kunnen vanuit de afgesneden stukken van een plant even zovele nieuwe, volwaardige planten groeien.
Het menselijk lichaam maakt ongeveer 10.000 triljoen celdelingen mee in zijn/haar leven.

## Varianten

Drie typen celdeling

Organismen worden onderverdeeld in twee categorieën: prokaryoten zonder organellen, en eukaryoten met organellen, bijvoorbeeld de celkern.
- Bij prokaryoten komt slechts één type celdeling voor: de ongeslachtelijke binaire deling (Engels: 'binary fission'), waarbij de dochtercellen een kopie van het erfelijk materiaal van de moedercel krijgen.
- Eukaryoten kennen twee type celdelingen. Deze zijn niet gelijk aan de binaire deling zoals die bij prokaryoten plaatsvindt: de verschillende fasen van het proces van de celdeling ontbreken bij de prokaryoten, evenals de kernspoel.
  - Mitose: hierbij zijn de nieuwe dochtercellen die ontstaan gelijk aan de moedercel en weer in staat om zich verder te delen.
  - Meiose: hierbij vormt een diploïde moedercel vier haploïde dochtercellen.

De bij de eukaryoten aanwezige organellen met eigen DNA, met name de mitochondria en de plastiden, delen zich ook tijdens de mitotische celdeling, waardoor elke dochtercel weer beschikt over de noodzakelijke organellen. De deling bij deze organellen is een binaire deling. Bij de meiotische celdeling bij de vorming van gameten krijgt de (mannelijke) zaadcel soms niet de plastiden en mitochondria van de moedercel.
Er bestaat een grote variatie in levenscycli bij meercellige eukaryoten, waarbij het moment waarop de meiose optreedt of de vorming van gameten (geslachtscellen) plaatsvindt per soort verschilt, evenals het moment van bevruchting.

## Limiet aan celdeling
Meercellige organismen gebruiken mitotische celdelingen vooral om te groeien of om afgestorven of beschadigde cellen te vervangen. Bij sommige organismen houdt het in gang gezette proces van steeds verdere splitsing vanuit de "oorspronkelijke uitgangscel" na een tijdje op. Bij mensen is dit ongeveer na 52 delingen. Dit wordt ook wel de Hayflick-limiet genoemd.
Van de in de oorspronkelijke cel aanwezige telomeer-sequenties, op het eindstuk van ieder chromosoom, wordt bij elke celsplitsing een stukje afgebroken. Wanneer er uiteindelijk niets meer van de telomeren over is, vindt er geen verdere celsplitsing meer plaats. Wanneer de telomeren volledig afgebroken zijn, zou immers bij elke volgende celdeling een stukje cruciaal DNA afgebroken worden. Stamcellen beschikken over het enzym telomerase. Deze is in staat na elke deling het verloren stukje telomeer te regenereren. Door deze regeneratie is een stamcel in staat oneindig te delen.